# Андрусова (пещера)
Пещера Андрусова, Медвежья пещера (КН 275-1) — карстовая пещера вертикального типа (шахта) на плато горного массива Ялтинская яйла в Крыму. Относится к Горно-Крымской карстовой области.

## Описание
Находится на Ялтинском горном массиве. Заложена в верхнеюрских известняках. Протяженность 75 м, глубина 49 м, площадь 145 м², объём 1500 м3. Вертикального типа (шахта), категория сложности 1. Входной вертикальный колодец глубиной 35-40 метров и крутонисходящая под 40-45° галерея.
Названа в 1999 году решением Топонимической комиссии Крымского регионального центра Украинской спелеологической ассоциации в честь академика Николая Ивановича Андрусова (1861—1924), геолога, палеонтолога, основоположника палеогеографического направления в стратиграфии, профессора Таврического университета в 1918—1919 годах, исследователя и автора фундаментальных трудов по геологии и геоморфологии Крыма и особенно Керченского полуострова, в связи с 75-летием со дня его смерти.
Введена в кадастр пещер Крыма 4 октября 2011 года.